# Рено аустрал
Renault Austral (транскр. Ренo aустрал) (фр. Renault Austral) је компактни кросовер који производи и продаје Рено. Представљен је у марту 2022. као наследник кађара, а изграђен је на платформи ЦМФ-ЦД треће генерације. Први пут је јавно изложен на Салону аутомобила у Паризу 2022. године. Производња је почела у јулу 2022. у Шпанији у фабрици у Паленсији.
Назив „Аустрал“ је изведен од латинске речи „аустралис“ и заштићен је од 2005. године.

## Историјат
Аустрал носи нови логотип инспирисан ретро, ЛЕД светла су у Реноовом Ц-обликову потпису, док је кокпит у облику потпуно дигиталног "Л", како би "окружио возача". Дугачка ЛЕД трака спаја лого са обе стране врата пртљажника. Аустрал усваја Реноов нови дизајн, назван Сенсуал Тек.
Према Агнети Далгрен, директорки пројекта дизајна Реноа, „резултат је материјализован комбинацијом издашних облика, закривљених рамена, избочених страна и интеграцијом суптилних техничких детаља као што су фарови високе технологије. који појачавају његов дизајн идентитета“.
Контролна табла аустрала, названа ОпенР, у великој мери је инспирисана оном меган е-тек, али је изглед мало ревидиран.